# Избранные (фильм, 1981)
«Избранные» (англ. The Chosen) — американский художественный фильм 1981 года, снятый режиссёром Джереми Каганом. Сценарий к фильму был написан на основе частично автобиографического романа американского еврейского писателя Хаима Потока.
Позже сюжет романа и этого фильма стал основой для бродвейского мюзикла. Премьера фильма состоялась 30 апреля 1982 года в США.

## Сюжет
Фильм рассказывает о дружбе двух подростков Дэнни и Рувена, живущих в Бруклине в годы второй мировой войны. И Дэнни, и Рувен — евреи. Отец Рувена — профессор-сионист. Отец Дэнни — раввин-хасид, он воспитывает Дэнни в строгости, и ему не нравится с кем дружит его сын. Парням же нет дела до социальных противоречий, они нашли в друг друге много общего и стали настоящими друзьями.

## В ролях
- Робби Бенсон — Дэнни Саундерс
- Барри Миллер — Рувен Мальтер
- Род Стайгер — Реб Саундерс
- Максимилиан Шелл — профессор Дэвид Мальтер
- Хильди Брукс — миссис Саундерс
- Кете Файн — Шейндл Саундерс
- Рон Рифкин — тренер по бейсболу
- Роберт Джон Бёрк — Леви Саундерс
- Лонни Прайс — Дэви
- Эван Хэндлер — Гольдберг

## Критика
На сайте-агрегаторе Rotten Tomatoes фильм имеет рейтинг 75% на основе 12 рецензий.